# Ernst August Spangenberg
Ernst August Spangenberg (* 21. Oktober 1689 in Barbis; † 24. September 1784 in Göttingen) war ein deutscher Jurist und Titularbürgermeister der Stadt Göttingen.

## Leben
Ernst August Spangenberg war der dritte Sohn des Hannoverschen Oberstleutnant a. D. und seit 1689 in Barbis lebenden Drost des Amtes Scharzfels Peter Spangenberg (ca. 1643–1702), gebürtig aus Zimmersrode, und der Ursula Catharina von Berninger (ca. 1652–1731). Er besuchte zunächst die Klosterschule Ilfeld, studierte seit 1710 Rechtswissenschaften an der Universität Jena, war dann Advokat in Hannover und von 1729 bis 1772 Landtagsdeputierter für die Stadt Göttingen. Bei Inauguration der Universität Göttingen wurde er 1737 Syndicus der Stadt Göttingen. Im Siebenjährigen Krieg wurde er bei der Besetzung Göttingens durch die Franzosen, trotz guter Kontakte zu dem französischen Kommandanten Göttingens de Beaux, als eine von mehreren Geiseln genommen, die nach Metz und später Straßburg gebracht wurden. Auf Verwendung des Gouverneurs von Straßburg de St. Andree und des Straßburger Hochschullehrers Johann Daniel Schöpflin kam er vorzeitig gegen Lösegeld aus der Geiselhaft frei. Er war 1750 bis zu seinem Tode 1784 dritter Bürgermeister (Titularbürgermeister) der Stadt Göttingen.

## Familie
Ernst August Spangenberg bzw. sein Vater, der Drost Peter Spangenberg, war Stammvater einer Gelehrtenfamilie, die in Göttingen und in Mecklenburg wirkte. Er war seit 1738 verheiratet mit Anna Lucia Friederica Jensch (ca. 1719–1796), Tochter eines Regimentfeldschers. Neben einer Tochter Dorothea Eleonora Lucia (1746–1822), die den dänischen Kammerherrn Johann von Döring (1741–1818) heiratete, hatte er zwei Söhne, den Göttinger Rechtsgelehrten Georg August Spangenberg (1738–1806) und den Rostocker Hochschulmediziner Peter Ludolph Spangenberg (1740–1794), die die beiden Linien begründeten.